# Il mondo dei ragazzi normali
Il mondo dei ragazzi normali è il romanzo d'esordio dello scrittore statunitense K. M. Soehnlein, pubblicato per la prima volta nel 2000 e tradotto in italiano da Baldini & Castoldi nel 2005. La vicenda è incentrata sulla vita quotidiana del tredicenne Robin McKenzie e narra del suo passaggio dall'infanzia all'età adulta, nel momento in cui scopre di sentirsi differente dagli altri maschi adolescenti che lo circondano.
Il libro è diventato un best seller ed ha vinto il Lambda Literary Award.

## Trama
La narrazione è scritta nel tempo presente: siamo nel 1978 nel New Jersey, i film di maggior impatto del momento sono La febbre del sabato sera e Grease. Il tredicenne Robin viene preso in una relazione triangolare col vicino di casa Todd Spicer ed il compagno di scuola Scott Schatz.
Robin sviluppa presto un sentimento amoroso nei confronti del ragazzo più grande Todd, già diciassettenne, il quale, nonostante lo prenda spesso e volentieri in giro, inizia una relazione sessuale con l'amico più giovane; capita che Todd lo inviti ad una festa e che poi vadano a nuotare assieme.
Robin costruisce inoltre anche uno stretto legame col coetaneo Scott, matricola come lui, il cui padre lo picchia e maltratta. Robin verrà a scoprire che due anni prima Todd e Scott erano stati coinvolti in una relazione; il ragazzo rimane in un primo momento turbato da questo fatto, ma infine il proprio rapporto con Scott rimane in definitiva inalterato.
Durante il prosieguo della storia accade che il fratello minore di Robin, Jackson, muore dopo essere caduto da una scala ed essersi rotto il collo; un incidente di cui Robin finisce con l'incolparsi, anche se in realtà non s'è trattato d'una sua responsabilità. Come risultato diretto della disgrazia, la famiglia di Robin comincia a disgregarsi: il padre diventa sempre più violento nei confronti di Robin e lo stesso forte legame del ragazzo con la madre via via inizia a sfaldarsi.
Solo la sorella minore Ruby, diviene sempre più religiosa e moralmente vicina al fratello.

## Personaggi
- Robin McKenzie

un ragazzino appena entrato nell'età dell'adolescenza che si trova ad essere sessualmente confuso ed incerto. Appena entrato al liceo cerca di metter la propria vita nuovamente in ordine, ma al contempo avviando un rapporto amoroso con due ragazzi, i quali scoprirà presto avevano avuto loro stessi una relazione due anni prima.
- Jackson McKenzie

fratellino minore di Robin, un ragazzino scapestrato di 11 anni. Cade da uno scivolo e morirà, fatto questo che metterà tutta la famiglia in crisi d'identità.
- Ruby McKenzie

12 anni, sorella di Robin. Dopo l'incidente occorso a Jackson diventa profondamente religiosa e si avvicina sempre più al fratello, che da parte sua la protegge dagli atti di bullismo del cugino Larry.
- Dorothy McKenzie

madre di Robin. Trascorreranno un'intera giornata a New York, dove sono andati a fare una gita.
- Clark McKenzie

padre di Robin. Inizialmente di sforza di passar del tempo col figlio, anche se questi preferisce di gran lunga la madre. Aveva un forte e stretto legame invece con Jackson, ed è proprio lui colui che passera il momento più difficile dopo l'incidente.
- Larry

cugino di Robin, a cui piace prendere in giro Ruby e provocare.
- Corinne

gentile zia di Robin e madre di Larry. Ha regolarmente scontri verbali col marito.
- Stan

marito di Corinne, un tipo rozzo e sgradevole. Riesce a sedurre Dorothy ubriaca durante la partita di Supe Bowl.
- Todd Spicer

17 anni, vicino di casa di Robin e fratello maggiore di Victoria.
- Victoria Spicer

sorellina di Todd, con la quale Robin condivide un sincero rapporto d'amicizia. Hanno le stesse preferenze cionematografiche e condividono la passione per Mork e Mindy.
- Scott Schatz

uno dei compagni di classe di Robin, nei confronti del quale il protagonista scopre di provare una forte infatuazione. Sua madre è ricoverata in un ospedale psichiatrico.